# آرامگاه امامزاده مهدی
بقعه امامزاده مهدی (ابوالعلی) مربوط به دوره صفوی است و در تفرش، مرکز شهر واقع شده و این اثر در تاریخ ۴ بهمن ۱۳۵۶ با شمارهٔ ثبت ۱۳۴۴ به‌عنوان یکی از آثار ملی ایران به ثبت رسیده است.